# Luke, Maryland
Luke är en kommun (town) i Allegany County i Maryland. Vid 2010 års folkräkning hade Luke 65 invånare.